# Norman "Lechero" St. John

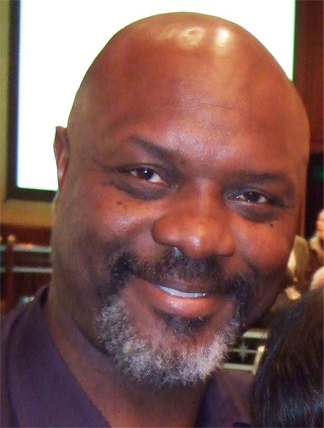
Actor Robert Wisdom.

Lechero es un personaje de ficción de la serie de televisión estadounidense Prison Break, interpretado por el actor Robert Wisdom. El personaje fue introducido en la tercera temporada de la serie, era un capo de la droga y ahora es el líder de la prisión de Sona.

## Biografía
Lechero nació con el nombre de Norman St. John. Su madre trabajaba como sirvienta de un terrateniente y cuando Norman tenía 13 años, fue violada por el patrón, que evitó ser juzgado gracias a que era rico y ellos unos inmigrantes. Una semana más tarde, Norman se vistió de lechero y lo asesinó.
De adulto llegó a controlar una de las organizaciones criminales más poderosas de Panamá, era un capo de la droga con un ejército de secuaces y ladrones tras él, que asesinaban a todo el que se cruzaba en su camino, hasta que fue capturado y encarcelado por el General Zabala.
Desde que los guardias abandonaron las instalaciones de Sona, es el líder de la prisión. Tiene mujer, tres hijos y dos hijas en el exterior, pero está condenado a cadena perpetua.
Ya en Sona, seguía intimidando al resto de la población carcelaria, cobraba impuestos y se divertía con Mary Francis, una prostituta vestida de monja, cuando Scofield, Mahone, Bellick y T-Bag llegan a Sona, rápidamente se enteran del exaltado y denigrante estilo de vida del lugar, Bellick es golpeado e ignorado por otros reos, inclusive le quitan la ropa y lo dejan tirado en el suelo, Mahone no puede controlar su adicción a las pastillas y no resiste mucho tiempo su síndrome de abstinencia, matando a un reo en una lucha, Scofield es extorsionado por La Compañía con el secuestro de Sara y LJ y se ve obligado a escapar con James Whistler (que es un operario de La Compañía) del lugar y finalmente T-Bag se hace rápidamente amigo de Lechero, afuera de Sona, su primo Augusto piensa traicionarlo con Sammy Norino, la mano derecha de Lechero y este último odia a T-Bag, ya que sospecha que puede relevarlo de su puesto en Sona. Un día, la población carcelaria se queda sin agua, por lo que un reo llamado Wyatt comienza una revuelta contra Lechero, pero tras la llegada del agua, Wyatt es castigado con la muerte, siendo ahogado por Lechero y sus esbirros en un pozo de agua, mientras Michael seguía con el plan.